# فرهاد خیرخواه
فرهاد خیرخواه (۵ فروردین ۱۳۶۳ در ساوه) بازیکن سابق فوتبال ایران است. وی سابقه عضویت در تیم‌های سرخپوشان دلوار افزار، پرسپولیس، تراکتور، پاس همدان، شهرداری تبریز، نساجی مازندران، سیاه‌جامگان و شهرداری بندرعباس را در کارنامه دارد.

## دوران باشگاهی
خیرخواه در اواخر فصل ۸۶–۱۳۸۵ به تیم فوتبال سرخپوشان دلوار افزار پیوست و توانست در ۸ بازی با زدن ۱۲ گل در جمع بهترین گلزنان قرار گیرد. در انتهای فصل تیم‌های استقلال تهران و سپاهان اصفهان در پی جذب این بازیکن درآمدند اما به دلیل قرارداد مابین تیم‌های سرخپوشان و پرسپولیس این بازیکن همراه با بهادر عبدی در سال ۱۳۸۶ به عضویت پرسپولیس درآمد.
وی سپس در سال ۱۳۸۸ به تراکتورسازی تبریز، در سال ۱۳۸۹ به پاس همدان، در سال ۱۳۹۰ به شهرداری تبریز، در سال ۱۳۹۱ به نساجی مازندران و در سال ۱۳۹۳ به سیاه‌جامگان پیوست.

## افتخارات
- باشگاهی
  - جام خلیج فارس
    - پرسپولیس، ۸۷–۱۳۸۶ قهرمان